# 運動量演算子
運動量演算子とは、量子力学においてヒルベルト空間上の状態ベクトルに作用する演算子で、古典的な運動量に対応する。
特に量子力学の形式の一つである波動力学において、座標表示された波動関数に作用する微分演算子と関係付けられる。
運動量演算子は量子力学が発展した1920年代に、ニールス・ボーア、アルノルト・ゾンマーフェルト、エルヴィン・シュレーディンガー、ユージン・ウィグナーなど多くの理論物理学者によって見いだされた。

## 概要
量子力学における物理量はヒルベルト空間上の状態ベクトルに作用する演算子として表されており、これに倣って運動量も演算子へと置き換えられる。
量子力学の導入においては、通常の数（c数）と演算子（q数）とを区別するためにしばしばハット記号を付して表され、運動量演算子は {\displaystyle {\hat {p}}} で表される。
ハミルトン形式（正準形式）の古典力学において、運動量は正準変数として特別な役割を担っており、これを反映して量子論においても特別な役割を担っている。
運動量演算子を特徴付ける基本的な性質は正準交換関係と呼ばれる関係で、位置の演算子との間に
{\displaystyle [{\hat {x}},{\hat {p}}]\equiv {\hat {x}}{\hat {p}}-{\hat {p}}{\hat {x}}=i\hbar }
を満たす。ここで ħ は換算プランク定数であり、i は虚数単位である。運動の自由度が2つ以上の場合はクロネッカーのデルタを用いて
{\displaystyle [{\hat {x}}^{a},{\hat {p}}_{b}]=i\hbar \delta _{b}^{a}}
となる。
波動力学において運動量演算子は
{\displaystyle {\hat {p}}=-i\hbar {\frac {\partial }{\partial x}}}
として微分演算子と関係付けられる。すなわち座標表示された波動関数 ψ(x,t) に対して
{\displaystyle {\hat {p}}\psi (x,t)=-i\hbar {\frac {\partial \psi }{\partial x}}}
と作用する。
微分演算子による表示が正準交換関係を満たすことは連鎖律により確認される。すなわち位置の演算子を作用させたのち、運動量演算子を作用させると
{\displaystyle {\hat {p}}({\hat {x}}\psi )=-i\hbar {\frac {\partial (x\psi )}{\partial x}}=-i\hbar x{\frac {\partial \psi }{\partial x}}-i\hbar \psi ={\hat {x}}({\hat {p}}\psi )-i\hbar \psi }
となるので
{\displaystyle [{\hat {x}},{\hat {p}}]\psi ={\hat {x}}({\hat {p}}\psi )-{\hat {p}}({\hat {x}}\psi )=i\hbar \psi }
が確認される。
量子場の理論においては、第二量子化により場が量子化されて演算子として表される。量子場 {\displaystyle {\hat {\phi }}(x)} に対する運動量演算子の作用は
{\displaystyle {\frac {i}{\hbar }}[{\hat {P}}_{\mu },{\hat {\phi }}(x)]=\partial _{\mu }{\hat {\phi }}(x)}
として演算子の交換子積で与えられる。
物理量の量子化における対応と同様に
{\displaystyle P_{\mu }\mapsto -i\hbar \partial _{\mu }}
で表される。

## ド・ブロイ平面波からの導出
運動量演算子とエネルギー演算子は次のように構築できる。

### １次元
１次元から出発し、シュレーディンガー方程式に平面波解を用いる。
{\displaystyle \psi =e^{i(kx-\omega t)}}
空間についての１階偏微分は、
{\displaystyle {\frac {\partial \psi }{\partial x}}=ike^{i(kx-\omega t)}=ik\psi }
ド・ブロイの関係式 p = ħk より k を表すと、ψ の微分公式は次のようになる。
{\displaystyle {\frac {\partial \psi }{\partial x}}=i{\frac {p}{\hbar }}\psi }
このことは演算子の等価性を示している。
{\displaystyle {\hat {p}}=-i\hbar {\frac {\partial }{\partial x}}}
よって運動量 p はスカラー値で、測定される粒子の運動量は演算子の固有値である。
偏微分は線形演算子であり、運動量演算子も線形である。いかなる波動関数も他の状態の重ね合わせとして表すことができるため
この運動量演算子は重ね合わせられた波全体に作用するとき、それぞれの平面波成分に対して運動量の固有値を与え、運動量が重ね合わせられた波の全運動量に加えられる。

### ３次元
３次元での導出は、１階偏微分の代わりにナブラが用いられることを除いて、１次元と同じようにできる。
３次元のシュレーディンガー方程式の平面波解は次のように書ける。
{\displaystyle \psi =e^{i(\mathbf {k} \cdot \mathbf {r} -\omega t)}}
また勾配は
{\displaystyle {\begin{aligned}\nabla \psi &=\mathbf {e} _{x}{\frac {\partial \psi }{\partial x}}+\mathbf {e} _{y}{\frac {\partial \psi }{\partial y}}+\mathbf {e} _{z}{\frac {\partial \psi }{\partial z}}\\&=ik_{x}\psi \mathbf {e} _{x}+ik_{y}\psi \mathbf {e} _{y}+ik_{z}\psi \mathbf {e} _{z}\\&={\frac {i}{\hbar }}\left(p_{x}\mathbf {e} _{x}+p_{y}\mathbf {e} _{y}+p_{z}\mathbf {e} _{z}\right)\psi \\&={\frac {i}{\hbar }}\mathbf {\hat {p}} \psi \end{aligned}}}
ここで ex, ey と ez は３次元空間での単位ベクトルであり、
{\displaystyle \mathbf {\hat {p}} =-i\hbar \nabla }
この運動量演算子は位置空間に存在する。なぜなら偏微分は空間変数に対して行われるからである。

## 定義 (位置空間)
電荷とスピンを持たない１つの粒子では、運動量演算子は位置基底で表すことができる。
{\displaystyle \mathbf {\hat {p}} =-i\hbar \nabla }
ここで ∇ は勾配の演算子、ħ はディラック定数、i は虚数単位である。
これは１次元空間では次のようになる
{\displaystyle {\hat {p}}={\hat {p}}_{x}=-i\hbar {\partial  \over \partial x}.}
これは一般的によく見かける運動量演算子の形であるが、最も一般的な形ではない。
スカラーポテンシャル φ とベクトルポテンシャル A で記述される電磁場中の荷電粒子 q では、運動量演算子は次のように置き換えなければならない。
{\displaystyle \mathbf {\hat {p}} =-i\hbar \nabla -q\mathbf {A} }
ここで正準運動量演算子は、
{\displaystyle \mathbf {\hat {P}} =-i\hbar \nabla }
これは電気的中性な粒子でも成り立ち、q = 0とすれば第二項が消えて元々の演算子が得られる。

## 性質

### エルミート性
物理的な量子状態に作用する運動量演算子は、（特に量子状態が正規化できるときは、）常にエルミート演算子である。
（半無限区間 [0, ∞) 上の量子状態のような、ある特定の人工的な状況では、エルミートな運動量演算子を作ることはできない。このことは半無限区間が並進対称性を持つことができない、より具体的に言えばユニタリーな並進演算子を持たないという事実と密接に関係している）

### 正準交換関係
運動量基底と位置基底を適切に用いると、次の関係が簡単に示せる。
{\displaystyle \left[{\hat {x}},{\hat {p}}\right]={\hat {x}}{\hat {p}}-{\hat {p}}{\hat {x}}=i\hbar .}
ハイゼンベルクの不確定性原理は、どれだけ正確に１粒子の運動量と位置を同時に知ることができるかという限界点を定義する。
量子力学では、位置と運動量は共役変数となる。

## フーリエ変換と運動量表示
座標表示の波動関数のフーリエ変換を
{\displaystyle {\tilde {\psi }}_{p}(t)\equiv {\mathcal {F}}[\psi ]_{p}={\frac {1}{\sqrt {2\pi \hbar }}}\int \psi (x,t)\,e^{-ipx/\hbar }dx}
とする。フーリエ変換 {\displaystyle {\tilde {\psi }}_{p}} は運動量表示された波動関数であり、運動量が p である確率密度がその二乗 {\displaystyle |{\tilde {\psi }}_{p}|^{2}} で与えられる。
運動量演算子を作用させた波動関数のフーリエ変換は
{\displaystyle {\mathcal {F}}[{\hat {p}}\psi ]_{p}=-i\hbar {\mathcal {F}}\left[{\frac {\partial \psi }{\partial x}}\right]_{p}=p{\mathcal {F}}[\psi ]_{p}=p{\tilde {\psi }}_{p}(t)}
となり、運動量表示された波動関数への運動量演算子の作用が
{\displaystyle {\hat {p}}{\tilde {\psi }}_{p}(t)=p{\tilde {\psi }}_{p}(t)}
であることが示される。

## ブラ-ケット記法
ブラ-ケット記法を用いれば、状態ベクトル {\displaystyle |\psi \rangle } を座標表示した波動関数は {\displaystyle \psi (x,t)=\langle x|\psi \rangle } と表わされる。
運動量演算子を作用させた状態ベクトル {\displaystyle {\hat {p}}|\psi \rangle } の座標表示は
{\displaystyle \langle x|{\hat {p}}|\psi \rangle =-i\hbar {\frac {\partial }{\partial x}}\psi (x,t)=-i\hbar {\frac {\partial }{\partial x}}\langle x|\psi \rangle }
となる。これは座標基底 {\displaystyle \langle x|} に対する作用が
{\displaystyle \langle x|{\hat {p}}=-i\hbar {\frac {\partial }{\partial x}}\langle x|}
であるとみなすことができる。
ここから便利な関係として
{\displaystyle \langle x|{\hat {p}}|x'\rangle =-i\hbar {\frac {\partial }{\partial x}}\langle x|x'\rangle =-i\hbar {\frac {\partial }{\partial x}}\delta (x-x')}
が導かれる。ここで δ はディラックのデルタ関数である。
同じ状態を運動量表示したは波動関数は {\displaystyle {\tilde {\psi }}_{p}(t)=\langle p|\psi \rangle } と表わされる。
これに対する運動量演算子の作用は
{\displaystyle \langle p|{\hat {p}}|\psi \rangle =p\langle p|\psi \rangle }
であり、運動量基底 {\displaystyle \langle p|} に対する作用としては
{\displaystyle \langle p|{\hat {p}}=p\langle p|}
である。すなわち運動量基底とは運動量演算子の固有ベクトルである。
運動量表示と座標表示がフーリエ変換で結び付けられることから、運動量基底と座標基底の内積はフーリエ変換とその逆変換の積分核
{\displaystyle \langle p|x\rangle \propto e^{-ipx/\hbar },\quad \langle x|p\rangle =\langle p|x\rangle ^{\dagger }\propto e^{ipx/\hbar }}
である。これは運動量演算子の作用が
{\displaystyle \langle x|{\hat {p}}|p\rangle =-i\hbar {\frac {\partial }{\partial x}}\langle x|p\rangle =p\langle x|p\rangle }
であることから導かれる。

## 無限小並進からの導出
並進演算子を T(ε) とする。ここで ε は並進の長さを表す。この並進演算子は次の恒等式を満足する。
{\displaystyle T(\varepsilon )|\psi \rangle =\int dxT(\varepsilon )|x\rangle \langle x|\psi \rangle }
これは次のようになる。
{\displaystyle \int dx|x+\varepsilon \rangle \langle x|\psi \rangle =\int dx|x\rangle \langle x-\varepsilon |\psi \rangle =\int dx|x\rangle \psi (x-\varepsilon )}
関数ψが解析的（すなわち複素平面のある領域で微分可能）であると仮定すると、x についてテイラー級数に展開できる。
{\displaystyle \psi (x-\varepsilon )=\psi (x)-\varepsilon {\frac {d\psi }{dx}}}
よって無限小量 ε について、
{\displaystyle T(\varepsilon )=1-\varepsilon {d \over dx}=1-{i \over \hbar }\varepsilon \left(-i\hbar {d \over dx}\right)}
古典力学から分かるように、運動量は並進の生成子である。
よって並進と運動量演算子との間の関係は、
{\displaystyle T(\varepsilon )=1-{i \over \hbar }\varepsilon {\hat {p}}}
ここで、
{\displaystyle {\hat {p}}=-i\hbar {d \over dx}.}